# Gonzalo Smith
Gonzalo Nicolás Smith Morales (Concepción, Chile, 20 de noviembre de 1991) es un exfutbolista chileno. Jugaba de Portero.

## Actualidad
Ejerció como preparador de arqueros en Deportes Puerto Montt, desde agosto de 2017 hasta fines de 2018, primero en el plantel profesional y luego en el equipo femenino. Actualmente ejerce igual función en el plantel de Fernández Vial.

## Clubes
| Club                  | País  | Año       |
| --------------------- | ----- | --------- |
| Deportes Concepción   | Chile | 2011-2012 |
| Fernández Vial        | Chile | 2013-2014 |
| Deportes Puerto Montt | Chile | 2015      |
| Naval                 | Chile | 2015-2016 |

## Palmarés

### Campeonatos nacionales
| Título                       | Club                  | País  | Año     |
| ---------------------------- | --------------------- | ----- | ------- |
| Tercera División A           | Arturo Fernández Vial | Chile | 2013    |
| Segunda División Profesional | Deportes Puerto Montt | Chile | 2014-15 |

- Datos: Q5883275